# Paralimnophila (Paralimnophila) pectinella
Paralimnophila (Paralimnophila) pectinella is een tweevleugelige uit de familie steltmuggen (Limoniidae). De soort komt voor in het Australaziatisch gebied.